# Artemeter/lumefantrină
Artemeter/lumefantrină este o asociere de doi compuși medicamentoși cu acțiune antimalarică (artemeter, un derivat de  artemisinină și lumefantrină, un derivat de fluoren), fiind utilizată în tratamentul malariei necomplicate clorochino-rezistente produsă de Plasmodium falciparum. Calea de administrare disponibilă este cea orală.
Asocierea a fost utilizată medical pentru prima dată în anul 1992.Ambii compuși au fost dezvoltați în China. Se află pe lista medicamentelor esențiale ale Organizației Mondiale a Sănătății. Nu este încă disponibil sub formă de medicament generic.